# Манди-Бахауддин
Манди-Бахауддин (англ. Mandi Bahauddin) — город в провинции Пенджаб, Пакистан, расположен в одноимённом округе. Население — 157 352 чел. (на 2010 год).

## История
В июле 326 года недалеко от города состоялась знаменитая Битва на Гидаспе, между войсками Александра Македонского и индийского царя Пора. В мае 2016 года христианские СМИ распространяли информацию (о ссылкой на пастора Джаведа Масиха и ЕЛЦ АИ) о том, что "исламисты" якобы угрожают сжечь "этот христианский город"

## Демография
| 1961   | 1972   | 1981   | 1998   | 2010    |
| ------ | ------ | ------ | ------ | ------- |
| 22 295 | 36 172 | 44 796 | 97 340 | 157 352 |